# Segunda guerra servil
La segunda guerra servil fue un levantamiento de esclavos en Sicilia contra Roma, que terminaría tras cuatro años de levantamiento, cuando el cónsul Manio Aquilio logró sofocar la rebelión. El conflicto tuvo lugar entre los años 104 a. C. y 100 a. C.

## El conflicto
Durante la guerra contra los cimbrios que se habían asentado en la Galia Cisalpina, el cónsul Cayo Mario ordenó el establecimiento de levas a fin de reclutar los suficientes soldados para combatir a los bárbaros. Cuando Mario pidió ayuda al Reino de Bitinia, los bitinios les negaron el envío de refuerzos, con la excusa de que los recaudadores de impuestos romanos (publicani) habían esclavizado su territorio de tal forma, que se encontraban incapacitados para costear el reclutamiento y movilización de un ejército de apoyo. Con el objeto de subsanar el problema, el cónsul decretó que parte de los esclavos destinados a servir en los campos de cultivo sicilianos debían ser liberados a fin de proveer de mano de obra a los bitinios.
Tras la liberación de cerca de ochocientos esclavos, se levantaron la mayor parte de los que aún permanecían en la isla. Los primeros enfrentamientos se produjeron cuando el gobernador de la provincia les ordenó que se detuvieran. A la cabeza de los sublevados se posicionó Salvio, un esclavo que siguió los pasos de Eunoo - líder de los esclavos sublevados durante la primera guerra servil - luchando por su libertad y haciéndose elegir como líder de la revuelta. Salvio asumió el nombre de Trifón; este nombre tenía su origen en Diodoto Trifón, un déspota seléucida.
Los esclavos formaron una fuerza considerable que contaba con 20.000 unidades de infantería y 2.000 de caballería, además de varios destacamentos bien armados y entrenados. El cónsul Manio Aquilio logró aplastar la rebelión, pero a costa de una enorme pérdida de vidas humanas. El ejército romano en la isla llegó a sumar cincuenta mil hombres, mientras que los esclavos llegaron a tener hasta sesenta mil combatientes.
Este segundo levantamiento en Sicilia formó parte de una serie de revueltas de esclavos motivadas por los abusos a los que eran sometidos.
La tercera guerra servil (73-71 a. C.) tuvo lugar en Italia y fue liderada por Espartaco.